# Telephanus dubius
Telephanus dubius is een keversoort uit de familie spitshalskevers (Silvanidae). De wetenschappelijke naam van de soort werd in 1880 gepubliceerd door Antoine Henri Grouvelle.